# Alexandru Constant
Alexandru Constant (n. 1906 – d. 1986) a fost un om politic român. 
S-a născut în 1906 în orașul Oltenița, fiind de mic orfan, tatăl său pierzându-și viața în primul război mondial. Copilăria lui a fost plină de lipsuri, dar fiind un elev merituos, a fost încurajat de profesori și și-a făcut studiile liceale și universitare în București. Absolvind cu succes deosebit facultatea de Drept în 1930, i-a fost acordată o bursă pentru continuarea studiilor în Franța, unde a obținut titlul de doctor în Științe Juridice și Economice.
A fost avocat pledant în baroul de Ilfov, ziarist și scriitor (publicist, eseist, poet).
A aderat la Mișcarea Legionară în 1932 și, împreună cu Mihail Polihroniade, a fondat în 1933 revista "AXA", o revistă bilunară care reflecta punctul de vedere legionar în istorie, învățământ, filosofie - în cultura românească, în general.
Ascensiunea lui Alexandru Constant a fost remarcabilă datorită pregătirii sale intelectuale și faptului că știa la perfecție câteva limbi de circulație internațională.
În perioada 1934-1938 a fost șeful Serviciului Juridic al Mișcării Legionare, iar în 1935 Alexandru Constant a fost înaintat la gradul de comandant legionar, promoția de la Carmen Sylva.
De profesie avocat, a îndeplinit printre altele funcția de subsecretar de stat la președinția Consiliului de Minștri pentru presă și propagandă. A fost directorul ziarului legionar Buna Vestire. A fost întemnițat timp de 18 ani.
Abdicarea Regelui Carol al II-lea, la 6 septembrie 1940, a dus la instaurarea dictaturii militare a generalului Ion Antonescu. La presiunea Germaniei, el a trebuit să se asocieze la conducerea statului de legionari. De Radio răspundea sub secretarul de Stat, avocatul legionar Alexandru Constant. Recomandările lui Antonescu au fost clare: postul trebuia să explice opțiunile pro germane (alianța militară, cooperarea economică ș.a.). Față de vecini, chiar dacă răpiseră teritorii românești, trebuia observată o atitudine rezervată. La fel, în legătură cu regimul politic anterior. Temele predilecte în ceea ce privește politica internă urmau să fie familia, școala, biserica. Combaterea evreilor trebuia făcută cu ”mijloace civilizate”. Alexandru Constant a fost deținut timp de 18 ani.

## Scrieri
- Presente, Editura "Imprimeria Nationala" (Zidire Noua nr. 2), București, 1940
- Un an decisiv: 1939-1940 . Tipografia "Eminescu", București, 1941
- Odesa-Bucuresti 1941 . Editura "Eminescu", București, 1941
- Dintr'un jurnal de idei , Editura Cartea Românească, București, 1980.